# Шимшилакеді
Шимшилакеді (груз. შიმშილაქედი) — село в Грузії.
За даними перепису населення 2014 року в селі проживає 185 осіб.